# Syneilesis tagawae
Syneilesis tagawae là một loài thực vật có hoa trong họ Cúc. Loài này được (Kitam.) Kitam. miêu tả khoa học đầu tiên năm 1942.